# Onna (Italia)

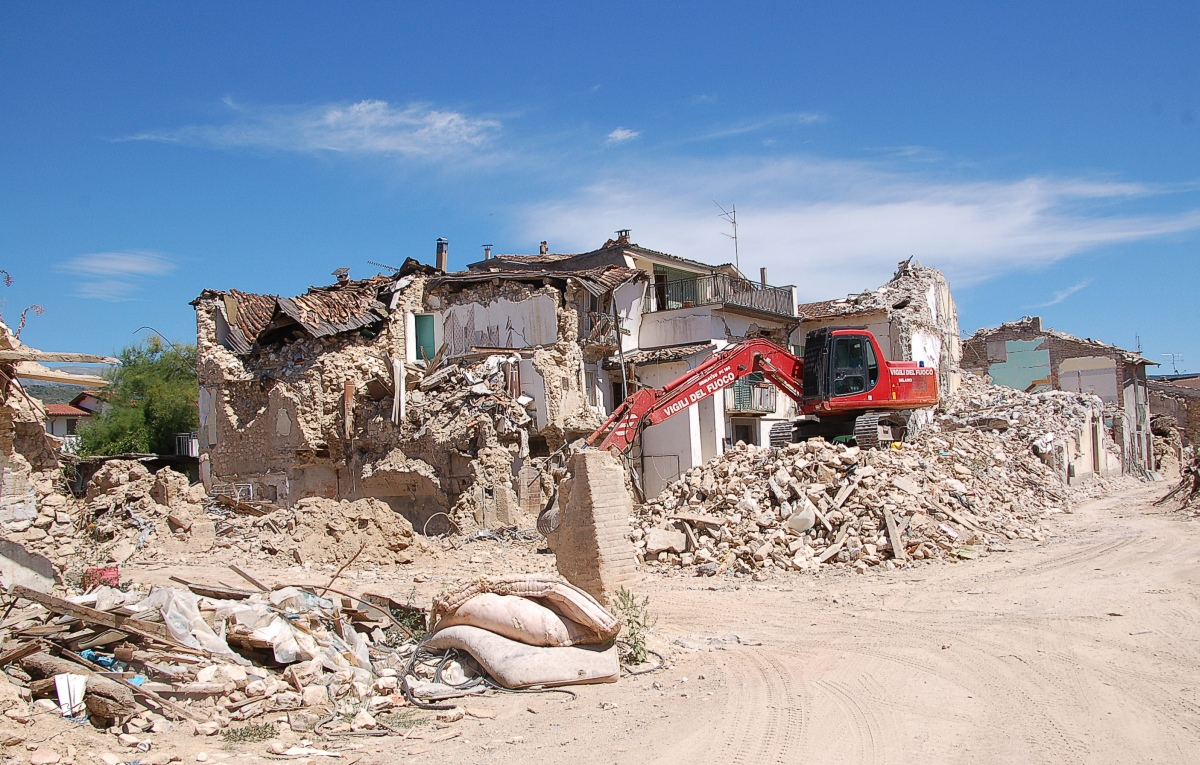
Onna, 2010

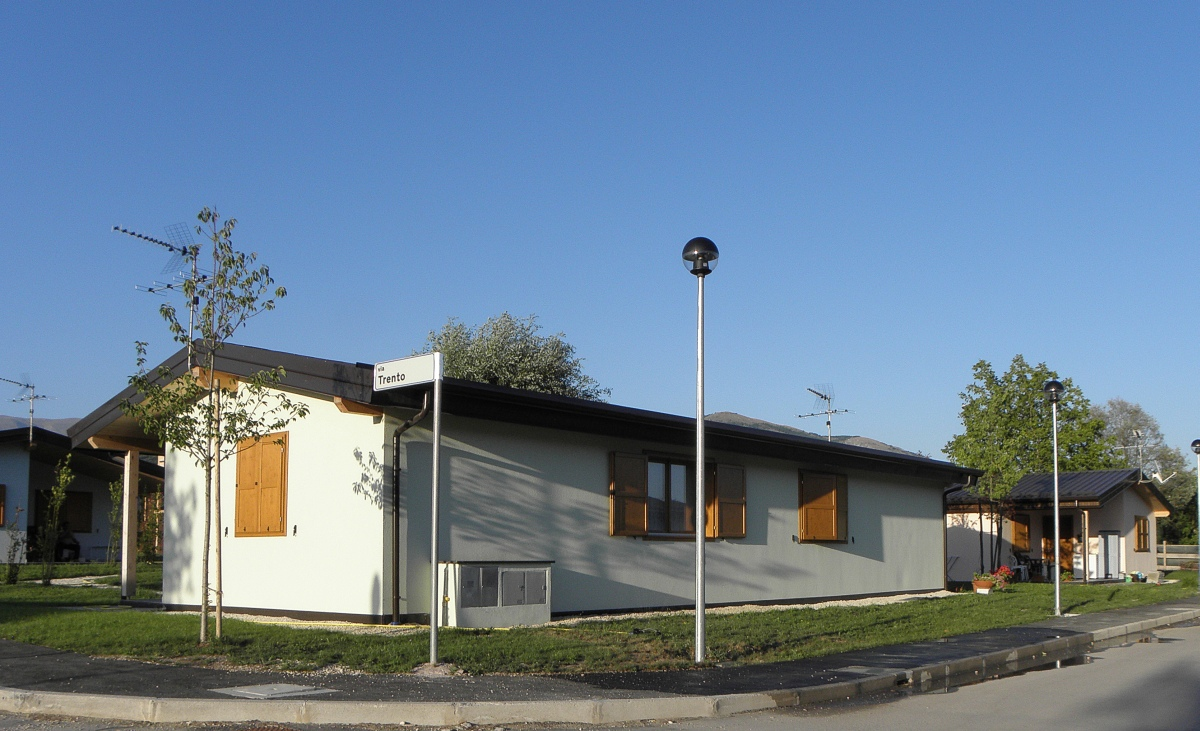
Onna, 2010

Onna es una fracción de la comuna de L'Aquila, en la región de Abruzzo, Italia. Está situada a 600 metros sobre el nivel del mar y cuenta con alrededor de 400 habitantes. El pueblo se habría formado alrededor del año 1000. El 6 de abril de 2009 fue afectada por el terremoto de L'Aquila.